# Syfania dejeani
Syfania dejeani là một loài bướm đêm trong họ Noctuidae.